# إنجي لودفيغسين
إنجي لودفيغسين (بالنرويجية البوكمول: Inge Ludvigsen)‏ هو لاعب كرة قدم ومدرب كرة قدم نرويجي في مركز الدفاع، ولد في 10 مارس 1965 في برغن في النرويج. لعب مع نادي بران ونادي ستارت.

## وصلات خارجية
- إنجي لودفيغسين على موقع قاعدة بيانات كرة القدم.إي يو (الإنجليزية)
- إنجي لودفيغسين على موقع عالم كرة القدم.نت (الإنجليزية)